# Luis de Vargas Manrique
Luis Vargas Manrique (Toledo, 1566 - ca. 1593), fue un poeta, soldado y mecenas español del Siglo de Oro. Hijo de Don Diego de Vargas, secretario para asuntos de Italia de Felipe II, y de su segunda mujer doña Ana Manrique de Buitrón, emparentada con las mejores familias de la urbe toledana, como eran los Condes de Fuensalida y Mora. Como escritor se le enmarca dentro de la poesía toledana del Siglo de Oro, que se inicia con Garcilaso y termina con Medinilla.  

## Biografía
Nacido en un palacio de Toledo en 1566. Se conocen dos hermanos: Isabel, nacida en 1570, y Don Antonio, nacido en 1573. Destinado a las armas se educó con los preceptos propios de su status en Toledo y Madrid. Probable discípulo del famoso Luis Hurtado de Toledo (1523-1590), autor relacionado con la familia Vargas, y que dedicó un par de obras a la madre de Don Luis: Las trescientas (1582) e Invocación. Luis Hurtado también dedica una obra al propio Manrique, titulada Sponsalia de amor y sabiduría, que trata de forma simbólica del matrimonio ficticio de Don Luis. En éste se pide que la esposa sea natural de Toledo. Cuando ya se encuentra la candidata ideal, aparece la Discordia, oponiéndose al enlace. Por otro lado, se ha especulado mucho con la posibilidad de que el autor pudiera haber sido amante de la famosa Elena Osorio, la mujer también relacionada por temas amorosos con Lope.
Luis Hurtado de Toledo influyó en el ánimo del joven Don Luis de Vargas, y le inclinó hacia la literatura. Por lo menos hasta 1582 debió habitar en su palacio de Toledo; pero a partir de esa fecha probablemente se traslada a Madrid, pues en 1584, año crucial para los poetas que conforman su generación, se halla formando parte del núcleo poético constituido por autores como Lope de Vega o Miguel de Cervantes. Es seguro que participó en alguna Academia, y puede que incluso la presidiera.
En 1587 se hallaba en Italia; unos meses después, en el mismo año, nuevamente en Madrid, formando parte del famoso proceso contra Lope. Don Luis de Góngora le dedica el famoso soneto Tú cuyo ilustre en una y otra almena, en el que le anima a sustituir a Garcilaso en el cultivo del verso elevado y del asunto pastoril. Conocido por el pseudónimo “Lisardo”, compone, junto con “Belardo” y “Riselo”, es decir, Lope y Liñán, el trío de la fama en el romancero pastoril.
Deseoso de gloria tomó parte en el desastre de la armada Invencible, junto con otros autores como Félix Lope de Vega. Puede que fuese hecho prisionero, pero en 1589 ya se hallaba en Madrid, aunque con poco tiempo de vida; el justo para componer el único libro que nos ha llegado: Christiados, un poemario religioso que evidencia un tono desengañado y de crisis moral del autor.
Un estudio de la Università di Roma La Sapienza localizó una carta dirigida a Juan de Limos, autor de comedias en Yepes, en la que se encuentra una referencia a Don Luis de Vargas Manrique. La carta está escrita por Mateo de Salcedo que fue un famoso autor de comedias entre los años 1572 y 1608. En esta carta Salcedo relata que ha hecho unos trabajos para Limos, como la de procurar una comedia nueva. Este estudio relaciona que el autor de esta comedia nueva podría ser el poeta Don Luis de Vargas Manrique. Hay que apuntar también que aparte de académico hizo de mecenas de algunos artistas.
Muere aproximadamente el 1593 de forma traumática tras ahogarse en el mar Tirreno. La datación y la forma de su muerte, no obstante, se encuentran en plena discusión entre los académicos que estudian el autor. En la obra Laurel de Apolo, Lope de Vega expresa lo siguiente respecto a la muerte del poeta:

[...] ¿qué laurel no le deben
las musas castellanas
que con letras humanas
rayos divinos beben
a aquel mancebo ilustre y desdichado,
Don Luis de Vargas, que las ondas fieras
del mar Tirreno tienen sepultado?
Llorad, ninfas, llorad en sus riberas, [...]
Lope de Vega

## Obra
El único libro completo que nos ha llegado del autor es Christiados, o Libro de los hechos de Cristo, de 1590. Dedicado a Cristo, narra la historia del mundo en verso (en sonetos específicamente), desde su creación, el nacimiento, la vida y muerte de Cristo, hasta finalmente el Juicio Final. Los romances de Manrique triunfaron en la década de los ochenta junto con los de otros autores como el mencionado anteriormente Liñán de Riaza, además de Juan de Salinas o Bautista de Vivar. 
Conservamos algunos poemas en forma manuscrita dispersos en diferentes bibliotecas. En un códice del siglo XVII que se encuentra en la Biblioteca Colombina de Sevilla, por ejemplo, aparecen poesías de él (junto con otros grandes autores como Fray Luis). Posee octavas que se inician «Ciérrase el cielo y el invierno cierra»,  y también liras, como: «Oya, pues, con paciencia». Estas dos últimas son composiciones de tono filosófico-moral. La primera, dedicada a lamentarse por el tiempo perdido y la segunda al sufrimiento en las adversidades, como reza su título.
Manrique escribió algunas canciones, nombradas Contra la joventud o A la guerra. También escribe canciones dedicadas a la Virgen o a figuras como Magdalena.
Compone diferentes romances. Uno de ellos es el titulado Todos estamos acá, en el que alude a la inminente marcha a la guerra. Existe también un soneto suyo en el cancionero de López Maldonado y diversos poemas en los preliminares de varias obras, por ejemplo, en La Austriada de Juan Rufo. Es posible que también cultivase la dramaturgia, mediante las comedias.
También es importante apuntar que algunos romances atribuidos a Lope podrían pertenecer a Luis de Vargas, como por ejemplo: el que empieza con Cantauesos y tomillos u otro llamado Mirando a Lisardo. Se atribuyen obras del Romancero general a este poeta en las que aparece el nombre “Lisardo” acompañado de menciones como “mayoral” o “mancebo ilustre”.

## Estilo
Fue un poeta cercano a autores fundamentales como Góngora, Cervantes y Lope de Vega. Los tres le dedicaron versos de alabanza, vivieron y crearon muy próximos a él. Junto con estos autores y otros como Liñán o Vivar, destacó por crear lo que conocemos como el Romancero nuevo.
El estilo propio de Don Luis de Vargas Manrique es uno con una gran dosis de pesimismo y desengaño que impregnan sus poemas, completamente barroquizados. Su verso está cargado de una cierta tosquedad compositiva; pudiéndose ver de forma clara en su única obra que se nos ha mantenido de forma íntegra hasta la actualidad, Christiados, en el que el autor intenta crear una obra poética en verso de la historia del mundo según la religión cristiana. Los siguientes versos, cargados de esa visión poco optimista y hasta dramática y construyendo una predestinación a su cercana muerte, se encuentran en la única obra que conservamos:

[...] Pésame a mí, que tarde lo he mirado,
cuando en la flor de la juventud presumo,
que ya en la siesta inclina la cabeza.
Confieso mi ignorancia
siendo veneno, sueño, niebla y humo
honra, poder, contentos y riqueza. [...]

Luis de Vargas Manrique

## Referencias y alusiones al autor

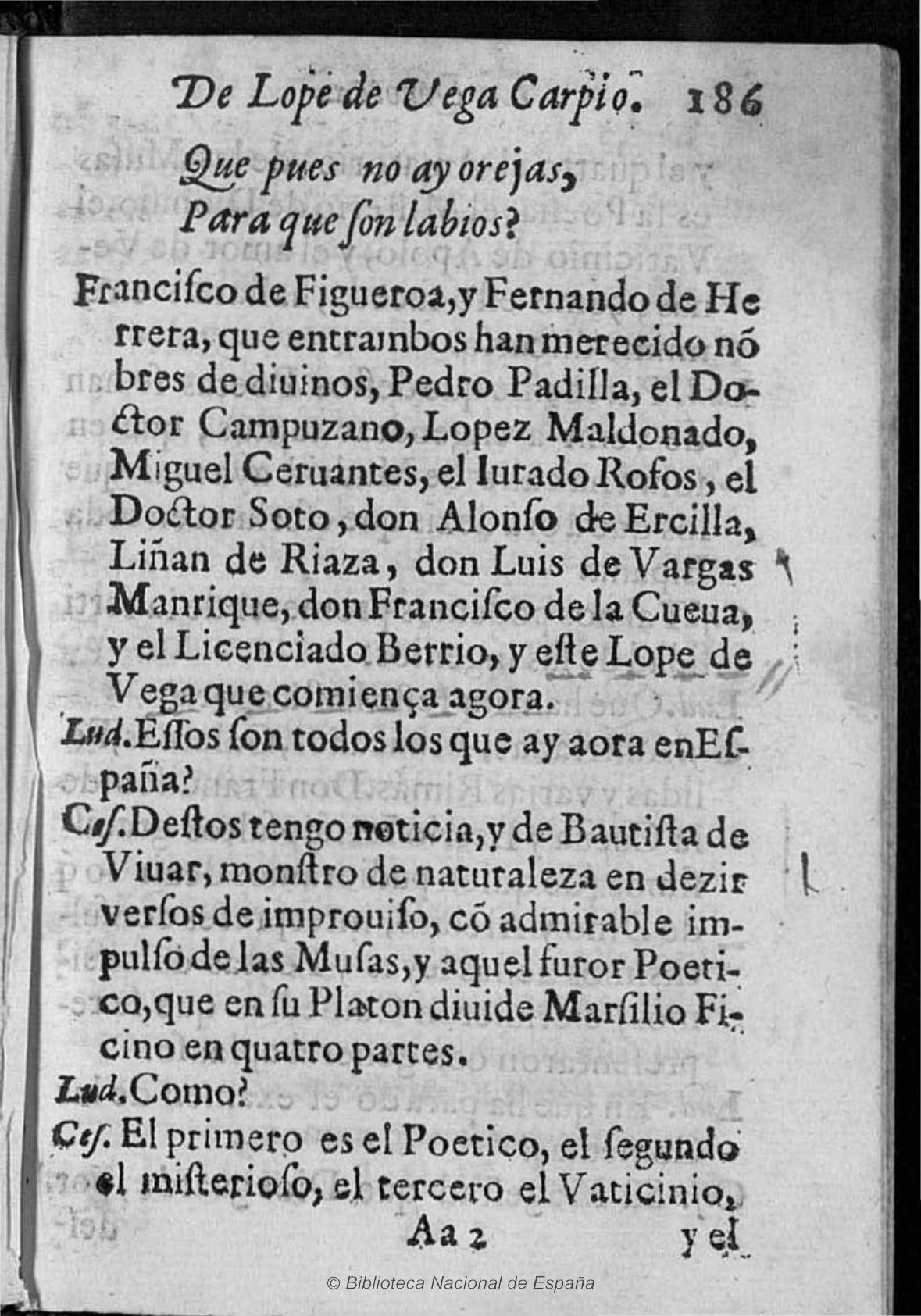
Pág. de un ejemplar de la obra de Lope de Vega La Dorotea conservado en la BNE; se nombra en este párrafo a Vargas y a otros escritores.